# Kaštan u pošty
Kaštan u pošty je památný strom v městě Veverská Bítýška, severozápadně od Brna. Rozlehlý  jírovec maďal (Aesculus hippocastanum) roste ve středu křižovatky silnice na Hvozdec a Brno-Bystrc, naproti faře a poště v nadmořské výšce 235 m n. m. Obvod kmene ve výšce 1,3 m je 317 cm a koruna stromu dosahuje do výšky 16,1 m. Kaštan je chráněn od roku 2005.